# Шерлок Холмс: Игра теней
«Ше́рлок Холмс: Игра́ тене́й» (англ. Sherlock Holmes: A Game of Shadows) — детективный боевик режиссёра Гая Ричи, сиквел фильма «Шерлок Холмс». Мировая премьера фильма состоялась 14 декабря 2011 года в Гонконге, 16 декабря в США и Великобритании, 29 декабря в России. Лента была номинирована на премию «Сатурн» в категориях «лучший фильм в жанре боевик / приключения» и «лучшие костюмы» (Дженни Беван).

## Сюжет
1891 год. В Вене и Страсбурге проходит серия терактов, организацию которых предписывают анархистам или националистам, а по всей Европе происходят таинственные убийства. Шерлок Холмс считает, что за всем этим стоит профессор Джеймс Мориарти — математический гений, «„Наполеон“ криминального мира».
Фильм (действие которого происходит через полгода после действия первого фильма) начинается с того, что Холмс, переодетый в китайского торговца, преследует Ирэн Адлер. Ей необходимо доставить посылку доктору Хоффманшталю в качестве оплаты услуг, оказанных Мориарти. Выяснив, что в посылке находится бомба, Холмс обезвреживает устройство и отнимает у Ирэн письмо доктора для Мориарти. После, он находит доктора на улице уже мёртвым — его убили отравленным дротиком. Опечаленный пропажей письма, Мориарти сообщает Ирэн, что он отказывается от её услуг, так как она проявила слабость по отношению к Шерлоку. Уходя из ресторана, женщина падает замертво — профессор подсыпал ей яд в чай.
Доктор Ватсон накануне своей свадьбы с Мэри решает навестить своего друга. Холмс говорит ему, что близок к разгадке самого грандиозного дела во всей его карьере. Вечером джентльмены отправляются на мальчишник, где встречают старшего брата Шерлока — Майкрофта. Майкрофт сообщает, что напряжение между двумя державами — Францией и Германией — сильно выросло за последнее время. Холмс идёт к цыганской гадалке по имени Симза́, которой предназначалось перехваченное письмо, написанное её братом Рене, помощником Мориарти. Шерлок интересуется у гадалки о судьбе её брата, однако та не доверяет детективу. Холмс указывает Симзе на подосланного профессором убийцу, прячущегося в стропилах дома, говоря, что теперь и она стала целью Мориарти. Сыщик успешно расправляется с убийцей, однако гадалка сбегает.
На следующее утро Холмс привозит потрёпанного после пьянки Ватсона на свадебную церемонию. После свадьбы Холмс получает от некоего человека приглашение на встречу с Мориарти. На встрече Холмс заявляет, что Ватсон больше не его помощник, и просит профессора исключить его из игры. Уважение и интерес профессора к сыщику — единственное, что сохраняет Шерлоку жизнь. В ответ Холмс говорит, что с радостью отдал бы свою жизнь, если был бы уверен в кончине Мориарти. Перед уходом Холмса профессор рассказывает о гибели Ирэн Адлер — она была заражена опаснейшей разновидностью туберкулёза, убивающей в считанные секунды. Также Мориарти извещает Холмса, что Ватсон и его жена получат от него «свадебный подарок».
Ватсон и Мэри отправляются на поезде в Брайтон, где намерены провести свой медовый месяц. Однако их пытаются убить люди Мориарти, переодетые в работников поезда. На помощь молодожёнам приходит Холмс, переодетый в женское платье. Чтобы спасти Мэри, Холмс выбрасывает девушку из поезда в реку, а затем её подбирает Майкрофт. Шерлок и Ватсон, отбившись от атак, едут в Париж, где должны найти Симзу, живущую в цыганском таборе неподалёку от города.
Гадалка показывает гостям рисунки, присланные ей Рене незадолго до его исчезновения. Холмс и Ватсон изучают письмо и приходят к выводу, что они были написаны в убежище анархистов, обвиняемых в терактах. Втроём с Симзой герои идут на встречу с их лидером — Клодом. Симза пытается добиться от Клода информации о брате, но он ничем не может ей помочь. Клод признаётся, что их действия контролирует «ещё один англичанин» — Мориарти, который взял в заложники его семью. Он предупреждает героев о том, что у них меньше 10 минут, и убивает себя выстрелом в голову, согласно договорённости с Мориарти.
Холмс догадывается о потайном выходе из здания и о следующем теракте — бомбе в театре. Но театр оказывается ложным следом, и вместо бомбы Шерлок находит шахматную фигуру. Взрыв происходит в гостинице, на собрании европейских промышленников, надеющихся договориться о урегулировании конфликта в Европе. Осматривая зал, Шерлок видит в стене дырку от пули и застреленного оружейного магната Альфреда Майнхарда. На крыше соседнего здания, откуда был произведён выстрел, они догадываются о личности стрелка: это полковник Себастьян Моран — лучший стрелок в Европе, уволенный со службы в британской армии и теперь работающий на Мориарти (именно он передал Холмсу приглашение Мориарти).
После взрыва в отеле, доктор Ватсон и Симза ожидают в кафе Холмса. Сыщик выяснил, что Мориарти отправится в Германию. Поезд совершает несколько остановок, одна из которых в Хайльбронне, где расположен военный завод Майнхарда. Холмс рассказывает, что теперь именно Мориарти является владельцем предприятия. Однако граница между Германией и Францией закрывается, поэтому единственный путь — нелегальный, верхом на лошадях. Цыгане переводят их через Альпы в Германию.
Добравшись до города, Холмс уходит осматривать завод, а Ватсону поручает отправить телеграмму Майкрофту в Лондон. На заводе Шерлока обнаруживают люди профессора, и детектив попадает в плен к Мориарти. Холмс делится своим предположением о зловещих планах профессора: владея предложением (оружие, отравляющие газы), Мориарти намерен спровоцировать спрос — мировую войну. Профессор подвергает его пыткам (под музыку Шуберта). Тем временем Ватсон укрывается от обстрела полковника Морана. Оказавшись у гаубицы, он стреляет из неё по башне, но Моран успевает уйти оттуда. Башня обрушивается на склад, где Мориарти пытает Холмса, но оба остаются в живых. Холмс, Ватсон и ожидающие их цыгане уходят из города через лес. Моран с военными начинает погоню. Убегающие, пережив выстрел из мощного орудия Большая Берта, добираются до железнодорожных путей и забираются в проходящий товарный поезд. Холмс испытывает клиническую смерть от ран, но экстракт надпочечников (адреналин), синтезированный детективом ранее и подаренный Ватсону, возвращает его к жизни.
Холмс намерен отправиться в Швейцарию, где должна будет пройти мирная конференция представителей шести европейских государств (Великобритания, Франция, Германия, Россия, Австро-Венгрия, Румыния). Майкрофт тоже будет там как член делегации Великобритании. Они уверены, что нет лучшего момента развязать войну, чем переговоры, где сам Мориарти будет в качестве наблюдателя. Шерлок приходит к выводу, что на саммите произойдёт подстроенное Мориарти убийство французского или немецкого посла. Во время бала Шерлок Холмс высказывает Ватсону своё предположение: доктор Хоффманшталь сделал пластическую операцию убийце (Рене, брату Симзы), замаскировав его под одного из послов. Холмс поручает Ватсону и Симзе найти Рене и уходит, передав через официанта записку Мориарти. Получив записку, тот встречается с Холмсом, который предлагает сыграть 5-минутную партию в шахматы. В это самое время, отчаявшись распознать убийцу по внешности, Ватсон по совету Холмса опрокидывает поднос с шампанским и провоцирует спонтанную реакцию публики, чтобы убийца выдал себя. В итоге Симза узнает своего брата, после чего Рене достаёт пистолет, но Ватсон успевает обезвредить его. Когда стража уводит Рене, Моран незаметно убивает его отравленным дротиком.
Холмс, играя в шахматы с Мориарти на балконе над водопадом, рассказывает ему, что во время пытки на оружейном заводе выкрал его записную книжку, где содержится информация о финансах профессора. Оригинал он отправил в Лондон, к Мэри и инспектору Лестрейду, а Мориарти подсунул подделку. В результате Мориарти лишился большинства своих финансов. Профессор обещает, что придумает для доктора и его жены самую изощрённую кончину. Оба понимают, что в случае поединка один на один Холмс проиграет из-за недавней травмы плеча. Поэтому Холмс решается на размен: вместо затяжного кулачного боя он хватает Мориарти и вместе с ним сбрасывается в пучину Рейхенбахского водопада. Ватсон врывается на балкон слишком поздно и видит Шерлока, переваливающегося с Мориарти за перила.
В Лондоне проходит панихида по Холмсу, а Ватсон в своей квартире пишет на печатной машинке не то некролог, не то последнюю главу своей книги. Мэри приносит посылку и просит Джона собрать свои вещи для свадебного путешествия в Брайтон. В коробочке Ватсон находит необычный прибор — кислородный баллон Майкрофта, который Шерлок взял у брата в Швейцарии. В подозрениях Ватсон выходит из комнаты, спрашивая у супруги, не выглядел ли странно принёсший посылку почтальон.
В финале Холмс, в специальном маскировочном костюме сидевший в кресле в кабинете Ватсона, подходит к печатной машинке и ставит вопросительный знак (?) после слова «Конец».

## В ролях
| Актёр                | Роль                      |
| -------------------- | ------------------------- |
| Роберт Дауни-младший | Шерлок Холмс              |
| Джуд Лоу             | доктор Джон Ватсон        |
| Нуми Рапас           | мадам Симза Херон         |
| Джаред Харрис        | профессор Джеймс Мориарти |
| Стивен Фрай          | Майкрофт Холмс            |
| Келли Райлли         | Мэри Морстен              |
| Пол Андерсон         | Себастьян Моран           |
| Эдди Марсан          | инспектор Лестрейд        |
| Джеральдин Джеймс    | миссис Хадсон             |
| Рэйчел Макадамс      | Ирэн Адлер                |
| Уильям Хьюстон       | Кларки                    |

## Создание
После успеха первого фильма кинокомпания Warner Bros. заявила о производстве второй части и утвердила в качестве режиссёра Гая Ричи, снимавшего первую часть, а в роли Шерлока Холмса — Роберта Дауни-младшего. Неясным оставалось положение Рэйчел Макадамс. Актриса заявила, что «если и будет сниматься в продолжении, то роль будет не главной». 4 февраля 2011 года Warner Bros. подтвердила, что Макадамс сыграет Ирэн Адлер, но роль будет эпизодической. На роль профессора Мориарти пробовались Брэд Питт, Гэри Олдмен, Дэниел Дэй-Льюис, Шон Пенн и Хавьер Бардем, но в итоге его сыграл Джаред Харрис.
Сценарий к фильму был написан под влиянием рассказа Конан-Дойла «Последнее дело Холмса». Хотя действие картины происходит через несколько месяцев после событий первого фильма, для просмотра «Игра теней» не требует ознакомления с первой частью.
Съёмки фильма стартовали в октябре 2010 года. Большинство сцен снималось в Лондоне, в январе 2011 года съёмочная группа переехала в окрестности Ричмонда, где в резиденции Хэмптон-корт и продолжились съёмки фильма. Помимо этого, в сентябре того же года картина снималась в Гринвичском госпитале.
Эффекты замедленного действия в фильме были созданы Гевином Фри (Gavin Free), членом студии Rooster Teeth.

## Саундтрек
Саундтрек был составлен Хансом Циммером. Циммер и режиссёр Гай Ричи отправились в Словакию, Италию и Францию, чтобы исследовать подлинную музыку ромов. Циммер и его основные музыканты со всеми членами Национального демократического института посетили семь цыганских поселений, чтобы узнать о цыганском народе и «послушать столько музыкантов, сколько могли». Под впечатлением Циммер предложил 13 музыкантам из цыганских поселений присоединиться к нему в Вене в студии записи. Циммер включил записанную музыку в партитуру фильма. Помимо написания музыки, Циммер также сказал, что никогда не видел такой бедности в Центральной Европе. Часть поступлений от саундтрека оплачивала цыганам предметы первой необходимости, такие как вода, отопление и автобусная плата, чтобы доставить своих детей в школу. Саундтрек также содержит работы Иоганна Штрауса, Амадея Моцарта, Эннио Морриконе и Франца Шуберта. Саундтрек вышел 13 декабря 2011 года. Здесь показаны следующие треки этого альбома:
| №   | Название                              | Исполнитель     | Длительность |
| --- | ------------------------------------- | --------------- | ------------ |
| 1.  | «I See Everything»                    | Hans Zimmer     | 30           |
| 2.  | «That Is My Curse (Shadows — Part 1)» | Hans Zimmer     | 1:52         |
| 3.  | «Tick Tock (Shadows — Part 2)»        | Hans Zimmer     | 8:13         |
| 4.  | «Chess (Shadows — Part 3)»            | Hans Zimmer     | 7:34         |
| 5.  | «It’s So Overt It’s Covert»           | Hans Zimmer     | 3:19         |
| 6.  | «Romanian Wind»                       | Hans Zimmer     | 1:56         |
| 7.  | «Did You Kill My Wife?»               | Hans Zimmer     | 2:42         |
| 8.  | «He’s All Me Me Me»                   | Hans Zimmer     | 1:58         |
| 9.  | «The Mycroft Suite»                   | Hans Zimmer     | 1:41         |
| 10. | «To The Opera!»                       | Renato Girolami | 4:03         |
| 11. | «Two Mules For Sister Sara»           | Ennio Morricone | 2:34         |
| 12. | «Die Forelle»                         | Julius Drake    | 3:23         |
| 13. | «Zu Viele Füchse Für Euch Hänsel»     | Hans Zimmer     | 1:47         |
| 14. | «The Red Book»                        | Hans Zimmer     | 4:00         |
| 15. | «Moral Insanity»                      | Hans Zimmer     | 1:31         |
| 16. | «Memories Of Sherlock»                | Hans Zimmer     | 2:11         |
| 17. | «The End?»                            | Hans Zimmer     | 2:26         |
| 18. | «Romani Holiday (Antonius Remix)»     | Hans Zimmer     | 5:39         |

## Критика
Обзорный агрегатор Rotten Tomatoes сообщает, что 60 % из 205 критиков дали фильму положительный обзор со средним рейтингом 6 из 10. 

«Шерлок Холмс: игра теней» — это хороший рассказ, благодаря своим хорошо подобранным ведущим мужчинам, но в целом спотыкается, дублируя хорошо смазанные острые ощущения от оригинала.
Metacritic, который присваивает средневзвешенный балл из 100 обзоров от основных критиков, дает фильму оценку 48 на основе 38 обзоров. Аудитории, опрошенные CinemaScore дали фильму средний сорт «А-» по шкале А + к F.
Роджер Эберт, который дал первому фильму три звезды, был ещё более позитивным в своем обзоре для «Игры теней», наградив его тремя с половиной звёзд и назвав его «высококалиберным развлечением», что добавляет степень изысканности и изобретения к формуле, и что

«писатели … мудро посвящают некоторые из своих лучших сцен борьбе между Холмсом и Мориарти».
Джеймс Берадинелли дал фильму три звезды из четырёх, написав: «„Игра теней“ — это более сильный, лучше реализованный фильм, который опирается на сильные стороны оригинала и устраняет некоторые из недостатков».
Фиппс из «A.V. Club» чувствовал, что фильм «стремится ниже, чем скромные амбиции его предшественника, и по-прежнему не замечает».
24 ноября 2015 года кинокритик Скаут Тафоя из RogerEbert.com включил «Игру теней» в свою серию «The Unloved», где он выделяет фильмы, получившие смешанные негативные отзывы, но, по его мнению, имеет художественную ценность. Он похвалил деконструкцию сценария фильма за стилистическое редактирование, вдохновленное советским монтажом, примером которого является фильм 1925 года Сергей Эйзенштейн «Броненосец Потемкин», а также дружба и постоянное подшучивание между Холмсом и Уотсоном в центре фильма, которые «подчеркивают трудность в достижении лирической ловкости диалога в фильмах этого бюджета», с их дружбой, напоминающей Тафои, о том, как «мы можем пригласить в нашу жизнь опасность и веселье». Равная мера все время, но однажды в голубой луне они делают жизнь достойной жизни".
Тафоя считает «игру теней» своим восьмым любимым фильмом XXI века.

## Продолжение
Warner Bros. Pictures объявила в октябре 2011 года, что проект под названием «Шерлок Холмс 3» был запущен со сценаристом Дрю Пирсом. Он был заменен на Джастина Хейта. Джуд Лоу прокомментировал проект в конце 2013 года: 

У нас была встреча в начале этого года, нас трое, и я думаю, что это пишется сейчас. Уорнер Бразерс по-прежнему должны согласиться за это заплатить… я думаю, что они хотят!
 Он также сказал о задержке в производстве: 

"Я думаю, что Warner Bros. хочет этого, и от нас как команды требуется много желаний. Мы хотим, чтобы он был лучше, чем два других. Мы хотим убедиться, что он умнее. Это медленный процесс. Мы все заняты. Поэтому мы вместе пытаемся прибить гвоздь, который занял немного больше времени, чем мы надеялись… Я ненавижу праздновать всё, что я сделал, но я так горжусь этими фильмами. Я думаю, это был Джоэл Сильвер, который сказал: «Выньте это из пыльной комнаты и вывешивайте на улицу».
В октябре 2014 года Сьюзан Дауни заявила, что третий фильм находится в разработке:

 «Есть идея, есть схема, ещё нет сценария. Поверьте мне, студия хотела бы, чтобы там был сценарий. Но мы чувствуем, что мы должны все сделать правильно».
 Когда её спросили, будет ли фильм реалистично отсутствовать в течение следующих нескольких лет, она выразила уверенность, что это будет, говоря: 

«Да. В определённый момент это будет слишком долго, мы слишком долго ждали. Мы работаем так же быстро и ответственно, как можем, чтобы получить отличный сценарий».
В мае 2015 года, когда спросили о прогрессе третьего фильма в интервью, Лоу заявил:

«По-видимому, все ещё есть желание [сделать это], есть сценарий, написанный, но я не уверен».
5 августа 2015 года, продвигая фильм Ричи «Агенты А.Н.К.Л.», продюсер Лайонел Виграм сказал, что сценарий для третьего фильма все ещё пишется. Виграм также утверждал, что и Дауни-младший, и Лоу повторят свои роли из первых двух фильмов.
 В апреле 2016 года Дауни подтвердил начало съёмок фильма позднее в этом году. В том же месяце было объявлено, что Джеймса Койна наняли для переработки сценария.
 Сильвер, который будет продюсировать сиквел, заявил, что надеется на начало съёмок этой осенью, и что продолжений может быть ещё больше.

27 октября 2016 года «Variety» сообщил, что Warner Bros., Village Roadshow и Team Downey собрали команду писателей из нескольких имён, включающую Николь Перлман, Джастина Малена, Гари Уитта, Женеву Дворет-Робертсон и Кирана Фитцджеральда.

В мае 2018 года было объявлено, что третий фильм выйдет в прокат 25 декабря 2020 года. Сценаристом был назван Крис Бранкато.
В марте 2019 года дата релиза была отодвинута на 22 декабря 2021 года.